# Кубок Ньютона
Кубок Ньютона (ісп. Copa Newton) — футбольне змагання, яке нерегулярно проводилося з 1906 року по 1976 рік, в якому брали участь збірні Аргентини і Уругваю. Кубок був організований Ніканором Р. Ньютоном, директором журналу Sportsman, який хотів зробити благодійний турнір для допомоги бідним дітям цих двох країн. Всього було проведено 27 розіграшів, в 17-ти аргентинці перемогли, в 10-ти — збірна Уругваю.

## Ігри
| Рік  | Місце проведення |            |         |            |
| Рік  | Місце проведення | Переможець | Рахунок | Програвший |
| ---- | ---------------- | ---------- | ------- | ---------- |
| 1906 | Буенос-Айрес     | Аргентина  | 2-1     | Уругвай    |
| 1907 | Монтевідео       | Аргентина  | 2-1     | Уругвай    |
| 1908 | Буенос-Айрес     | Аргентина  | 2-1     | Уругвай    |
| 1909 | Монтевідео       | Аргентина  | 2-2     | Уругвай    |
| 1911 | Монтевідео       | Аргентина  | 3-2     | Уругвай    |
| 1912 | Авельянеда       | Уругвай    | 3-3     | Аргентина  |
| 1913 | Монтевідео       | Уругвай    | 1-0     | Аргентина  |
| 1915 | Монтевідео       | Уругвай    | 2-0     | Аргентина  |
| 1916 | Авельянеда       | Аргентина  | 3-1     | Уругвай    |
| 1917 | Монтевідео       | Уругвай    | 1-0     | Аргентина  |
| 1918 | Буенос-Айрес     | Аргентина  | 2-0     | Уругвай    |
| 1919 | Монтевідео       | Уругвай    | 2-1     | Аргентина  |
| 1920 | Буенос-Айрес     | Уругвай    | 3-1     | Аргентина  |
| 1921 | Монтевідео       | Уругвай    | 2-1     | Аргентина  |
| 1922 | Буенос-Айрес     | Уругвай    | 2-2     | Аргентина  |
| 1924 | Буенос-Айрес     | Аргентина  | 4-0     | Уругвай    |
| 1927 | Монтевідео       | Аргентина  | 1-0     | Уругвай    |
| 1928 | Авельянеда       | Аргентина  | 1-0     | Уругвай    |
| 1929 | Монтевідео       | Уругвай    | 2-1     | Аргентина  |
| 1930 | Буенос-Айрес     | Уругвай    | 1-1     | Аргентина  |
| 1937 | Монтевідео       | Аргентина  | 3-0     | Уругвай    |
| 1942 | Буенос-Айрес     | Аргентина  | 4-1     | Уругвай    |
| 1945 | Авельянеда       | Аргентина  | 6-2     | Уругвай    |
| 1957 | Монтевідео       | Аргентина  | 0-0     | Уругвай    |
| 1968 | Монтевідео       | Уругвай    | 2-1     | Аргентина  |
| 1971 | Буенос-Айрес     | Аргентина  | 1-0     | Уругвай    |
| 1973 | Монтевідео       | Аргентина  | 1-1     | Уругвай    |
| 1976 | Монтевідео       | Аргентина  | 3-0     | Уругвай    |

## Переможці
- Аргентина (17 титулів): 1906, 1907, 1908, 1909, 1911, 1916, 1918, 1924, 1927, 1928, 1937, 1942, 1945, 1957, 1973, 1975, 1976
- Уругвай (10 титулів): 1912, 1913, 1915, 1917, 1919, 1920, 1922, 1929, 1930, 1968